# 梶山純
梶山 純（かじやま じゅん、1930年(昭和5年)5月 - ）は、日本の法学者。専門は商法。八幡大学名誉教授。長崎県国見町出身。

## 略歴
長崎県立長崎中学校 (旧制)3年生の時に原爆を体験する。第七高等学校造士館 (旧制)を経て、1953年九州大学法学部法律学科卒業。その後九州大学大学院助手を経て、1960年八幡大学法経学部講師に就任、以後助教授、教授を歴任。2003年九州国際大学より名誉教授の称号を受く。

## 著書
- 『商法 (手形・小切手法) 講義』青林書院新社
- 河本一郎編『手形法・小切手法小辞典』中央経済社、1974年
- 蓮井良憲編『商法総則・商行為法(商法講義Ⅰ) 』法律文化社、1975年
- 蓮井良憲編『会社法(商法講義Ⅱ)』法律文化社、1975年
- 蓮井良憲編『手形法・小切手法(商法講義Ⅲ)』法律文化社、1975年
- 蓮井良憲編『手形法・小切手法(現代商法講義Ⅲ)』法律文化社、1980年
- 『現代商法』中央経済社、1998年

## 研究者情報
- researchmap 梶山純